# Медаль «Защитнику Приднестровья»
Медаль «Защитнику Приднестровья» — высшая из медалей и одна из государственных наград Приднестровской Молдавской Республики. Была учреждена 16 июня 1993 года.

## Статус
Медалью награждаются военнослужащие армии, ополченцы, воины пограничных и внутренних войск и другие  граждане  Приднестровской  Молдавской  Республики. Также ею награждают граждан иностранных государств.
Награждение медалью производится за личное мужество и отвагу, проявленные:
- в боях с врагами Родины;
- при защите государственной границы Приднестровской Молдавской Республики;
- при исполнении воинского долга в условиях, сопряженных с риском для жизни и иных обстоятельствах.

## Описание
Медаль имеет форму правильного круга диаметром 32 мм из латуни. На лицевой стороне медали в центре изображен памятник Суворову. По окружности медали, в верхней её части надпись: «Защитнику Приднестровья». В нижней части расположены скрещенные автомат и шашка и ветви - дубовая и лавровая. На оборотной стороне медали расположена надпись «Приднестровская Молдавская Республика». Все изображения и надписи на медали выпуклые. Края медали окаймлены бортиком. Медаль при помощи ушка и кольца соединяется с пятиугольной колодочкой, обтянутой шелковой муаровой лентой красного цвета шириной 24 мм. Посередине ленты — продольная зеленая полоска шириной 7 мм.

## Правила ношения
Медаль носится на левой стороне груди и при наличии орденов и других медалей располагается после орденов, и выше всех медалей.